# Longma
El longma (xinès tradicional: 龍馬, xinès simplificat: 龙马, pinyin: Lóngmǎ, literalment 'cavall drac') era un cavall alat amb escates de drac propi de la mitologia xinesa. La visió d'un longma era un presagi de saviesa del governant, particularment en la tradició dels Tres augustos i cinc emperadors.

## Nom

Peça de longma del joc de shogi

La paraula xinesa longma combina el terme "long" (drac 龍) i ma (馬 "cavall"). Compara hema 河馬 ("cavall de riu") "hipopòtam" i haima 海馬 ("cavall de mar"). A més d'una criatura mítica, longma pot significar una persona eminent i es produeix en el llenguatge el chengyu (modisme de quatre caràcters) longma jingshen 龍馬精神 "esperit vigorós en la vellesa".
Longma interconnecta creences tradicionals xineses sobre dracs i cavalls. Un exemple inicial prové del Zhouli "Rite de Zhou" (夏官司馬), el qual diferencia els noms dels cavalls per diferents alçades, mesurats en el chi 尺 "peu xinès" (històricament al voltant 23-33 centímetres, segons unitats de mesura xineses). Cavalls de fins a 8 peus d'alçada es diuen "grans" 龍 dracs, els fins a 7 peus es diuen lai 騋, i els fins a 6 peus es diuen ma 馬 "cavall". L'erudit Wang Fu de la dinastia Han diu, "La gent pinta la forma del drac amb el cap d'un cavall i la cua d'una serp".
Edward H. Schafer descriu la gran importància del cavall pels governants de la dinastia Tang, amb un triple objectiu: tàctica militar, diplomàcia, i privilegi aristocràtic. 
 Tot i així, aquest animal d'origen noble es deu al seu estatus únic, a la seva utilitat per als senyors de la terra. Va ser investit de santedat per una tradició antiga, dotada de qualitats prodigioses, i marcada de manera visible amb les marques del seu origen diví. Un mite venerat el va proclamar parent del drac, semblant als misteriosos poders de l'aigua. De fet, tots els cavalls meravellosos, com el semental del pietós Hsuan-tsang que, en la llegenda antiga, portaven les sagrades escriptures de l'Índia, eren avatars de dracs i, en l'antiguitat, el cavall més alt posseït pels xinesos es deia simplement "drac". 
Aquest "semental" fa referència al famós bailongma 白龍馬 " de Tang Sanzang "cavall de drac blanc".
El manlleu japonès ryūma o ryōma 龍馬 (simplificat 竜馬) té diversos significats. Ryūma es refereix al llegendari "cavall de drac xinès" i el nom d'una peça d'escacs en shogi (traduït "bisbe promogut", també pronunciat ryūem). Ryōma s'utilitza habitualment com a nom japonès, per exemple Sakamoto Ryōma.

## Mitologia comparada

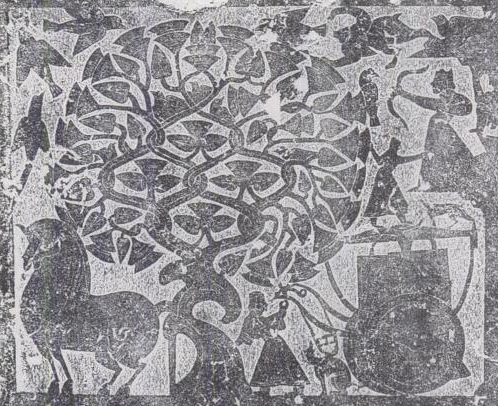
Un longma (cantonada esquerra a sota) en un calc per fregament dels relleus del santuari de Wu Liang